# مناوند (قهستان)
مناوند (بالفارسية: مناوند) هي مستوطنة تقع في إيران في قسم قهستان الريفي. يقدر عدد سكانها بـ 112 نسمة بحسب إحصاء 2016.